# Tour der British Lions nach Australien 1899
| Tour der British Lions nach Australien 1899 | Tour der British Lions nach Australien 1899 | Tour der British Lions nach Australien 1899 | Tour der British Lions nach Australien 1899 | Tour der British Lions nach Australien 1899 |
| Übersicht                                   | S                                           | G                                           | U                                           | N                                           |
| ------------------------------------------- | ------------------------------------------- | ------------------------------------------- | ------------------------------------------- | ------------------------------------------- |
| Test Matches                                | 04                                          | 03                                          | 0                                           | 1                                           |
| Sonstige Spiele                             | 17                                          | 15                                          | 0                                           | 2                                           |
| Gesamt                                      | 21                                          | 18                                          | 0                                           | 3                                           |
|                                             |                                             |                                             |                                             |                                             |
| Australien                                  | 04                                          | 03                                          | 0                                           | 1                                           |

Die Tour der British Lions nach Australien 1899 war eine Rugby-Union-Tour der als British Isles bezeichneten Auswahlmannschaft und eine der ersten Touren der heutigen British and Irish Lions. Die Mannschaft reiste 1899 zum zweiten Mal nach Australien (die erste Tour elf Jahre zuvor war auf privater Basis organisiert worden, weshalb sie nur inoffiziellen Status hatte). Von Juni bis August bestritten die Briten 21 Spiele, darunter vier Test Matches gegen die australische Nationalmannschaft. Die britische Auswahl entschied die Testserie mit 3:1 Siegen für sich und musste in den übrigen 17 Spielen gegen weitere Auswahlteams nur zwei Niederlagen hinnehmen.

## Ereignisse

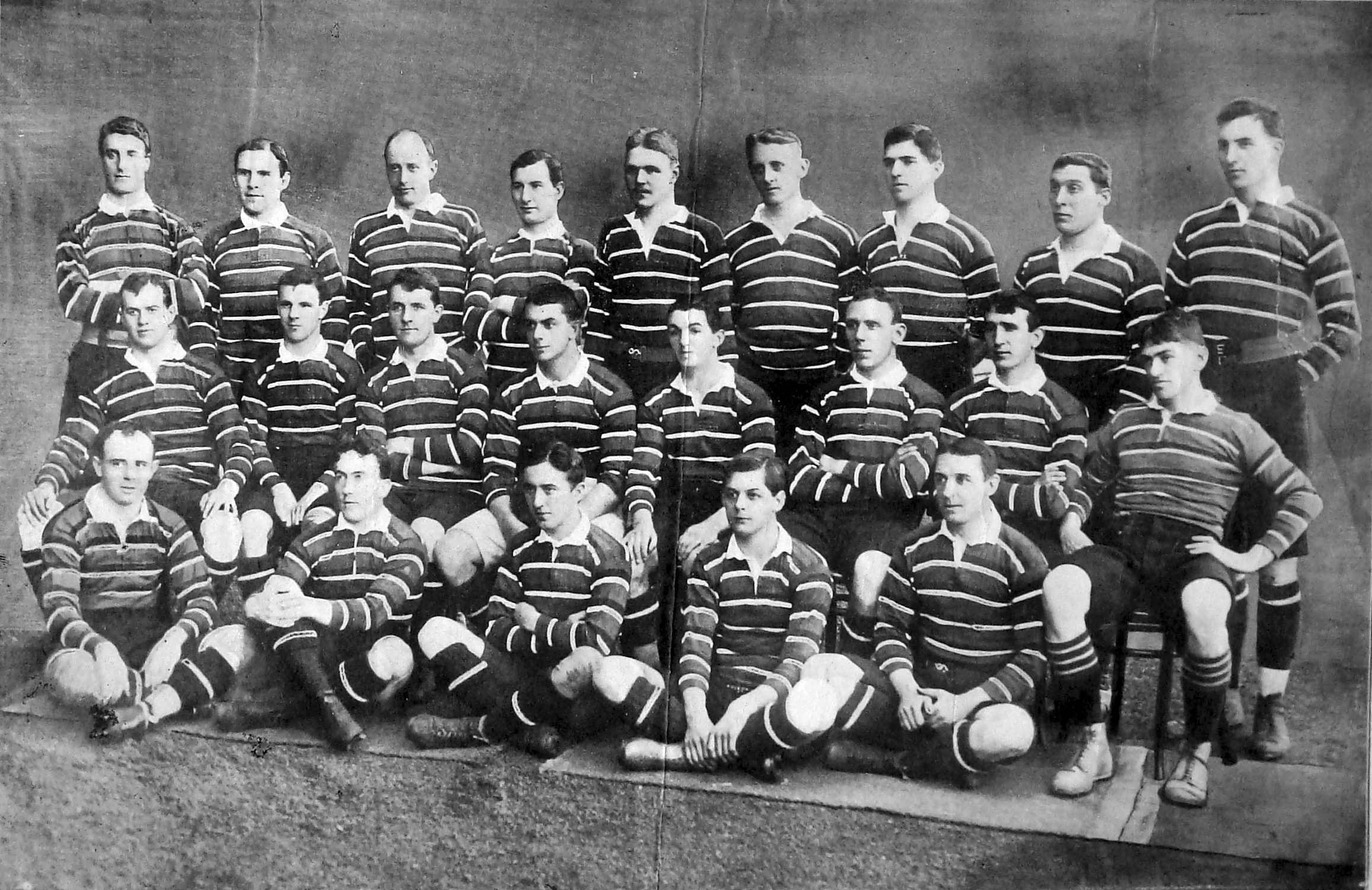
Gruppenfoto der Lions 1899

Nach der Südafrika-Tour 1896 äußerten britische Spieler den Wunsch, eine ähnliche Tournee nach Australien zu unternehmen. Doch eine für 1898 geplante Tour kam aus terminlichen Gründen nicht zustande. Nachdem die Rugby Football Union im Februar 1899 eine Einladung aus Südafrika abgelehnt hatte, sicherte sie noch im selben Monat der New South Wales Rugby Football Union ihre Teilnahme zu. Im Vorfeld gab es auch Verhandlungen über die Einbeziehung von Spielen gegen Neuseeland – entweder durch einen Besuch in Neuseeland selbst oder durch ein neuseeländisches Team, das in Australien spielt. Mit der New Zealand Rugby Football Union konnten jedoch keine einvernehmlichen Bedingungen vereinbart werden.

## Spielplan
- Hintergrundfarbe grün = Sieg
- Hintergrundfarbe rot = Niederlage

(Test Matches sind grau unterlegt; Ergebnisse aus der Sicht der Lions)
| #  | Datum           | Gegner                           | Ort          | Stadion               | Ergebnis |
| -- | --------------- | -------------------------------- | ------------ | --------------------- | -------- |
| 01 | 14. Juni 1899   | Central Southern New South Wales | Goulburn     |                       | 11:3     |
| 02 | 17. Juni 1899   | New South Wales Waratahs         | Sydney       | Sydney Cricket Ground | 4:3      |
| 03 | 20. Juni 1899   | Sydney Rugby Union               | Sydney       |                       | 8:5      |
| 04 | 24. Juni 1899   | Australien                       | Sydney       | Sydney Cricket Ground | 3:13     |
| 05 | 28. Juni 1899   | Toowoomba                        | Toowoomba    |                       | 19:5     |
| 06 | 01. Juli 1899   | Queensland Reds                  | Brisbane     | Exhibition Ground     | 3:11     |
| 07 | 05. Juli 1899   | Bundaberg                        | Bundaberg    |                       | 36:3     |
| 08 | 08. Juli 1899   | Rockhampton                      | Rockhampton  |                       | 16:3     |
| 09 | 11. Juli 1899   | Mount Morgan                     | Mount Morgan |                       | 29:3     |
| 10 | 15. Juli 1899   | Central Queensland               | Rockhampton  |                       | 22:3     |
| 11 | 19. Juli 1899   | Maryborough                      | Maryborough  |                       | 27:8     |
| 12 | 22. Juli 1899   | Australien                       | Brisbane     | Exhibition Ground     | 11:0     |
| 13 | 25. Juli 1899   | New England                      | Armidale     |                       | 6:4      |
| 14 | 27. Juli 1899   | City of Newcastle                | Newcastle    |                       | 28:0     |
| 15 | 29. Juli 1899   | New South Wales Waratahs         | Sydney       | Sydney Cricket Ground | 11:5     |
| 16 | 01. August 1899 | Sydney Rugby Union               | Sydney       |                       | 5:8      |
| 17 | 05. August 1899 | Australien                       | Sydney       | Sydney Cricket Ground | 11:10    |
| 18 | 09. August 1899 | Western New South Wales          | Bathurst     |                       | 19:0     |
| 19 | 12. August 1899 | Australien                       | Sydney       | Sydney Cricket Ground | 13:0     |
| 20 | 15. August 1899 | Great Public Schools             | Sydney       |                       | 21:3     |
| 21 | 19. August 1899 | Victorian Rugby Union            | Melbourne    |                       | 30:0     |

## Test Matches
| 24. Juni 1899 | Australien                                           | 13 : 3        | Großbritannien     | Sydney Cricket Ground, Sydney Zuschauer: 28.000 Schiedsrichter: William Garrard (Neuseeland) |
| 24. Juni 1899 | Versuche: Colton Evans Spragg Erhöhungen: Spragg (2) | (3:0) Bericht | Versuche: Nicholls | Sydney Cricket Ground, Sydney Zuschauer: 28.000 Schiedsrichter: William Garrard (Neuseeland) |

Aufstellungen:
- Australien: Patrick Carew, James Carson, Alfred Colton, Bill Davis, Charlie Ellis, William Evans, Austin Gralton, Alfred Kelly, Hyam Marks, Bob McCowan, Frank Row , Alonzo Spragg, William Tanner, Peter Ward, Charlie White
- Großbritannien: Charles Adamson, Frederick Belson, Alfred Bucher, George Cookson, Gerry Doran, John Francomb, George Gibson, Hugh Gray, Wallace Jarman, Esmond Martelli, Thomas McGown, Matthew Mullineux , Gwyn Nicholls, Alan Smith, Frank Stout

| 22. Juli 1899 | Australien | 0 : 11        | Großbritannien                                       | Exhibition Park, Brisbane Zuschauer: 15.000 Schiedsrichter: William Beattie (Australien) |
| 22. Juli 1899 |            | (0:3) Bericht | Versuche: Adamson Nicholls Smith Erhöhungen: Adamson | Exhibition Park, Brisbane Zuschauer: 15.000 Schiedsrichter: William Beattie (Australien) |

Aufstellungen:
- Australien: Patrick Carew, Robert Challoner, Arthur Corfe, Ernest Currie, Charlie Ellis, William Evans, Charles Graham, Alec Henry, Hyam Marks, Bob McCowan, Alonzo Spragg, Norman Street, William Tanner, Peter Ward, Thomas Ward
- Großbritannien: Charles Adamson, George Cookson, Gerry Doran, Guy Evers, George Gibson, Hugh Gray, Wallace Jarman, Walter Judkins, Thomas McGown, Gwyn Nicholls, Alan Smith, Frank Stout , Blair Swannell, Charles Thompson, Alec Timms

| 5. August 1899 | Australien                                  | 10 : 11       | Großbritannien                                 | Sydney Cricket Ground, Sydney Zuschauer: 16.000 Schiedsrichter: Stewart Corr (Australien) |
| 5. August 1899 | Versuche: Spragg (2) Erhöhungen: Spragg (2) | (0:5) Bericht | Versuche: Bucher (2) Timms Erhöhungen: Adamson | Sydney Cricket Ground, Sydney Zuschauer: 16.000 Schiedsrichter: Stewart Corr (Australien) |

Aufstellungen:
- Australien: Roger Barton, Sinon Boland, George Bouffler, Archibald Boyd, Patrick Carew, Walter Cobb, Alfred Colton, Bill Davis, Charlie Ellis, Sydney Miller, Ignatius O’Donnell, Frank Row , Alonzo Spragg, Peter Ward, Bill Webb
- Großbritannien: Charles Adamson, Alfred Bucher, George Cookson, George Gibson, Guy Evers, Wallace Jarman, Walter Judkins, Thomas McGown, Gwyn Nicholls, Elliot Nicholson, Alan Smith, Frank Stout , Blair Swannell, Charles Thompson, Alec Timms

| 12. August 1899 | Australien | 0 : 13  | Großbritannien                                                        | Sydney Cricket Ground, Sydney Zuschauer: 7.000 Schiedsrichter: Stewart Corr (Australien) |
| 12. August 1899 |            | Bericht | Versuche: Adamson Bucher Erhöhungen: Adamson (2) Straftritte: Adamson | Sydney Cricket Ground, Sydney Zuschauer: 7.000 Schiedsrichter: Stewart Corr (Australien) |

Aufstellungen:
- Australien: Sinon Boland, Patrick Carew, Walter Cobb, Bill Davis, Charlie Ellis, Austin Gralton, Bill Hardcastle, Bob McCowan, Ignatius O’Donnell, Jack O’Donnell, Frank Row , John Sampson, Alonzo Spragg, Peter Ward, Bill Webb
- Großbritannien: Charles Adamson, Alfred Bucher, George Cookson, Guy Evers, George Gibson, Wallace Jarman, Walter Judkins, Thomas McGown, Gwyn Nicholls, Elliot Nicholson, Alan Smith, Frank Stout , Blair Swannell, Charles Thompson, Alec Timms

## Kader

### Management
- Tourmanager und Kapitän: Mullineux
- Co-Kapitän: Frank Stout

### Spieler
| Spieler           | Position         | Mannschaft               |
| ----------------- | ---------------- | ------------------------ |
| Charlie Adamson   | Halbspieler      | Bristol Rugby            |
| George Cookson    | Halbspieler      | Manchester RC            |
| Matthew Mullineux | Halbspieler      | Blackheath FC            |
| Alfred Bucher     | Dreiviertelreihe | Edinburgh Academical FC  |
| Gerry Doran       | Dreiviertelreihe | Lansdowne FC             |
| Gwyn Nicholls     | Dreiviertelreihe | Cardiff RFC              |
| Elliot Nicholson  | Dreiviertelreihe | Birkenhead Park FC       |
| Alec Timms        | Dreiviertelreihe | Edinburgh University RFC |
| Esmond Martelli   | Schlussmann      | Dublin Wanderers         |
| Charles Thompson  | Schlussmann      | Lancashire               |

| Spieler          | Position | Mannschaft             |
| ---------------- | -------- | ---------------------- |
| Alan Ayre-Smith  | Stürmer  | Guy’s Hospital FC      |
| Frederick Belson | Stürmer  | Bath Rugby             |
| Guy Evers        | Stürmer  | Moseley RFC            |
| John Francomb    | Stürmer  | Manchester RC          |
| George Gibson    | Stürmer  | Northern Football Club |
| Hugh Gray        | Stürmer  | Coventry RFC           |
| Wallace Jarman   | Stürmer  | Bristol Rugby          |
| Walter Judkins   | Stürmer  | Coventry RFC           |
| Thomas McGown    | Stürmer  | North of Ireland FC    |
| Frank Stout      | Stürmer  | Gloucester RFC         |
| Blair Swannell   | Stürmer  | Northampton Saints     |